# Bukadabang Feng
Der Bukadabang Feng (oder Syn Qing Feng) ist ein 6860 m hoher Berg des Kunlun in China.
Er befindet sich an der Grenze von Xinjiang im Norden und Qinghai im Süden im Ostteil des Arkatag (auch Arkha Tagh; veraltet: Prschewalski-Gebirge), dem mittleren Teilgebirge des Kunlun.

## Besteigungsgeschichte
Die Erstbesteigung des Bukadabang Feng gelang am 18. Mai 1992 einer japanischen Expedition.
Die Erstbesteiger waren Takashi Masuda und Akira Hayashimoto.